# فریگیت کلاس کاسارد
فریگیت کلاس کاسارد (به انگلیسی: Cassard-class frigate) یک کلاس از کشتی است که طول آن 139 m می‌باشد.